# Chris Marker
Chris Marker, nome d'arte di Christian François Bouche-Villeneuve (Neuilly-sur-Seine, 29 luglio 1921 – Parigi, 29 luglio 2012), è stato un regista, sceneggiatore, montatore, direttore della fotografia, produttore cinematografico e fotografo francese.
I suoi film più celebri sono La jetée e Sans Soleil.

## Biografia
Segue i corsi di filosofia di Jean-Paul Sartre e ottiene una laurea. Durante la seconda guerra mondiale si unisce alla Resistenza come paracadutista. A questo periodo risale il suo soprannome "Marker". In seguito è impiegato all'UNESCO; tale lavoro gli permette di viaggiare molto. Visita numerosi paesi socialisti, e riversa ciò che vede nei suoi film e nelle riviste per le quali collabora.
La fama internazionale gli viene con il cortometraggio La jetée (1962), che racconta degli esperimenti scientifici per effettuare dei viaggi temporali in un mondo post-apocalittico. La forma del film è un montato di immagini fisse: ne risulta una sequenza di "fotografie" che gli conferiscono un'atmosfera particolare e sconcertante, che fa riflettere sulla funzione mnemonica della fotografia in relazione alla cinematografia. Insieme al commento sonoro della voce fuori campo, frequentemente utilizzata, l'autore riesce straordinariamente a risvegliare le emozioni, mettendo in evidenza il suo grande talento letterario. La jetée ha ispirato il regista Terry Gilliam per L'esercito delle 12 scimmie.
Nell'Enciclopedia dello spettacolo Garzanti è scritto che Chris Marker nel 1969 «è stato uno dei fondatori, a Besançon, del gruppo Medvedkin, con cui ha realizzato il film pamphlet A bientôt, j'espère». Il gruppo è «composto da operai di Besançon attorno a Pol Cèbe e del Dynadia legato al Partito comunista francese». Pol Cèbe era un operaio, sindacalista ed educatore.
Nel 1982 realizza Sans Soleil, un documentario alternato a parti di fiction, con un commentario filosofico. Questa miscela crea un'atmosfera di sogno, seppur avvicinandosi al genere scientifico. I temi principali sono il Giappone, la memoria e il viaggio. Il titolo del film è preso da una serie di canzoni di Modest Musorgskij. Chris Marker continua poi la sua produzione trascorrendo la sua vita a Parigi, senza concedere interviste e coltivando il mistero che circondava il suo personaggio.
Nel 2004 viene proiettato al Centro Georges Pompidou il suo film Chats perchés, che ha come protagonista il graffito di M. Chat, un gatto comparso qualche tempo addietro sui muri di Parigi ed Orléans.
Morì per cause naturali il 29 luglio 2012, giorno del suo 91° compleanno. A darne la notizia sono stati il critico cinematografico Jean Michel Frodon e il presidente del Festival di Cannes Gilles Jacob attraverso un post pubblicato su Twitter.

## Sguardo e parola
I reportage di viaggio di Chris Marker individuano il suo stile, che si tratti di viaggi verticali nel tempo come La jetée o apparentemente orizzontali nel presente come Le joli mai, dove l'immagine poetica su Parigi nel mese di maggio 1962, quando la guerra d'Algeria volgeva alla fine, è distillata nella poesia che chiude il film, un inno alla libertà interiore attraverso un «montaggio d'immagini e  parole colte sul vivo». A tale proposito è stato scritto ancora, citando Lettre de Sibérie e Dimanche à Pékin, che «la parola soggettivizzata orienta il senso delle immagini, che in un sorta di montaggio orizzontale restano subordinate all'intelligenza verbale dell'autore».

## Avvento del digitale
L'identità di Chris Marker emerge dalla propria opera, considerate le scarsissime notizie sulla sua vita anche per quanto riguarda l'immagine fisica. Di lui è stato scritto «uno dei registi più affascinanti e misteriosi dell’intera storia del cinema», per Alain Resnais è «il prototipo dell’uomo del XXI secolo». Enrico Ghezzi aggiunge: «Quando arriva poi la grande esplosione […] del digitale, lui non è che sia già pronto, è già lì. Perché quello che mancava in qualche modo a Marker era il digitale, (...)». Storica affermazione di Henri Michaux  «Bisogna radere al suolo la Sorbona e mettere Marker al suo posto!».

## Considerazioni finali
Il percorso di Chris Marker si identifica con la sua opera, la quale procede di pari passo col gruppo della Rive Gauche, comprendente Alain Resnais, Agnès Varda e Jacques Demy: il termine fu suggerito da Jean-Luc Godard definendo gli appartenenti al gruppo New Wawe della Rive Gauche. È stato scritto che «alla notizia della scomparsa di Chris Marker (...) possiamo solo immaginare il panico nelle redazioni dei giornali per riuscire a recuperare una sua foto. (...) Per essere stato un uomo che ha lavorato tutta la vita con le immagini, è curioso notare che le foto che rimangono di lui si possono contare sulle dita di una mano. Chris Marker non ha un volto. (...)». Nell'epoca dei mezzi di comunicazione di massa appare «incredibile non riuscire immediatamente a sovrapporre un nome a una fotografia».

## Filmografia

### Regia
- Olympia 52 (1952)
- Les statues meurent aussi (1953, co-diretto con Alain Resnais e con Ghislain Cloquet)
- Dimanche à Pékin (1956)
- Lettre de Sibérie (1957)
- Gli astronauti (Les Astronautes) (1959), in collaborazione con Walerian Borowczyk
- Description d'un combat (1960)
- ¡Cuba sí! (1961)
- La jetée (1962)
- Le joli mai (1963)
- Le Mystère Koumiko (1965)
- Si j'avais quatre dromadaires (1966)
- Lontano dal Vietnam (Loin du Viêt Nam) (1967), film collettivo
- Rhodiacéta (1967)
- A bientôt, j'espère (1968), in collaborazione con Mario Marret
- La sixième face du pentagone (1968), in collaborazione con François Reichenbach
- Cinétracts (1968)
- On vous parle du Brésil: Tortures (1969)
- Jour de tournage (1969)
- Classe de lutte (1969)
- On vous parle de Paris: Maspero. Les mots ont un sens (1970)
- On vous parle du Brésil: Carlos Marighela (1970)
- La bataille des dix millions (1971)
- Le train en marche (1971)
- On vous parle de Prague: le deuxième procès d'Artur London (1971)
- Vive la baleine (1972)
- L'Ambassade (1973)
- Puisqu'on vous dit que c'est possible (1973)
- La Solitude du chanteur de fond (1974)
- Le Fond de l'air est rouge (1977)
- Junkopia (1981), 6 min
- Sans Soleil (1983), 100 min
- 2084 (1984), 10 min
- From Chris to Christo (1985)
- A.K. (1985)
- Matta '85 (1985)
- Mémoires pour Simone (1986), anche conosciuto come Hommage à Simone Signoret
- Tokyo Days (1988)
- Chat écoutant la musique (1988)
- Electronic: Getting Away with It (UK Version) (1989)
- L'Héritage de la chouette (1989), 13 episodi di 26 min
- An Owl Is an Owl Is an Owl (1990)
- Détour Ceausescu (1990)
- Zoo Piece (1990)
- Slon Tango (1990)
- Berliner ballade (1990)
- Théorie des Ensembles (1990), 14 min
- Le Tombeau d'Alexandre (1992), 120 min (su Alexandre Ivanovitch Medvedkine)
- Le facteur sonne toujours cheval (1992)
- Le 20 heures dans les camps (1993)
- Bullfight in Okinawa (1994)
- Tchaïka (1994)
- Petite ceinture (1994)
- Owl Gets in Your Eyes] (1994)
- Casque bleu (1995)
- Berliner Ballade (1995)
- Level Five (1997)
- E-clip-se (1999)
- Une journée d'Andrei Arsenevitch (1999)
- E-clip-se (2000)
- Memorie dal futuro (Le Souvenir d'un avenir (2001)
- Chats perchés (2004)
- Leila Attacks (2007)
- Un an de télé vu par Guillaume (2008)
- Le regard du bourreau (2010)
- Ouvroir, the movie (2010)
- Kino (2011)
- Stopover in Dubai (2011)
- Rush - Voyage à Moscou (2022)

### Assistente alla regia
- Notte e nebbia (Nuit et brouillard, 1955, diretto da Alain Resnais)